# Йокосава Юкі
Йокосава Юкі  (яп. 横澤 由貴, 29 жовтня 1980) — японська дзюдоїстка, олімпійська медалістка.

## Виступи на Олімпіадах
| Олімпіада  | Дисципліна           | Місце |
| ---------- | -------------------- | ----- |
| Афіни 2004 | напівлегка категорія | 2     |